# 72-га вулиця (Мангеттен)
72-та вулиця (англ. 72th Street) — одна з головних двонаправлених вулиць в боро Нью-Йорка Мангеттен, що проходить у двох напрямках. Вулиця в основному проходить через нейборгуди Верхній Вест-Сайд і Верхній Іст-Сайд. Це одна з небагатьох вулиць, яка проходить через Центральний парк через Жіночу браму, Террас-драйв і Інвенторс-Гейт, хоча Террас-драйв часто закрита для руху транспорту.

## Історія
Вулиця була визначена згідно з Планом уповноважених 1811 року, який встановив сітку вулиць Мангеттена як одну з 15 вулиць зі сходу на захід, ширина яких мала б бути 30 метрів (у той час як інші вулиці були визначені як 18 м в ширину).
11 жовтня 2006 року Belaire Apartments, 50-поверховий житловий комплекс, розташований за адресою 72-та вулиця 524 E між Йорк-авеню та Магістраль ФДР, став місцем авіакатастрофи за участю літака Корі Лідла.